# Microleptes aquisgranensis
Microleptes aquisgranensis är en stekelart som först beskrevs av Forster 1871.  Microleptes aquisgranensis ingår i släktet Microleptes och familjen brokparasitsteklar. Arten är reproducerande i Sverige. Inga underarter finns listade i Catalogue of Life.